# Trichaphodius cantaloubei
Trichaphodius cantaloubei är en skalbaggsart som beskrevs av Bordat 1992. Trichaphodius cantaloubei ingår i släktet Trichaphodius och familjen Aphodiidae. Inga underarter finns listade i Catalogue of Life.